# Pristimantis variabilis
Pristimantis variabilis é uma espécie de anfíbio  da família Craugastoridae.
Pode ser encontrada nos seguintes países: Brasil, Colômbia, Equador e Peru.
Os seus habitats naturais são: florestas subtropicais ou tropicais húmidas de baixa altitude, jardins rurais e florestas secundárias altamente degradadas.